# Guilty (Paloma Faith)
Guilty è un singolo della cantante britannica Paloma Faith, il secondo estratto dal suo quarto album in studio The Architect e pubblicato il 26 ottobre 2017.

## Tracce
1. Guilty – 4:19 (Paloma Faith, Thomas Barnes, Peter Kelleher, Benjamin Kohn, Wayne Hector, Ella Henderson)